# Escuela de Ingeniería Bioquímica de la PUCV

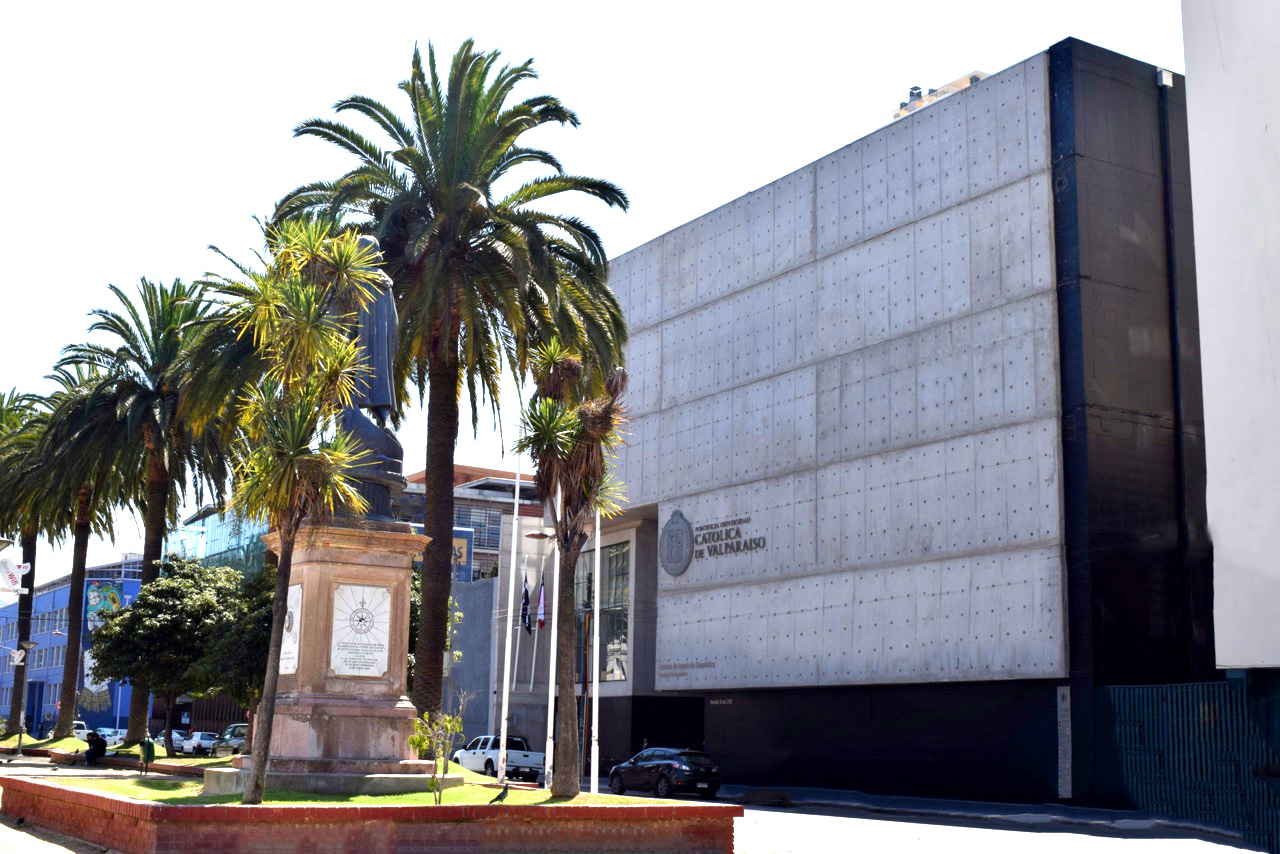
Edificio inaugurado en 2014.

La Escuela de Ingeniería Bioquímica es una escuela universitaria de Valparaíso, Chile. Se originó en 1969 y pertenece a la Facultad de Ingeniería de la Pontificia Universidad Católica de Valparaíso. Imparte dos carreras: Ingeniería Civil Bioquímica e Ingeniería en Bioprocesos. Además ofrece los programas de Magíster en Ciencias de la Ingeniería Mención Ingeniería Bioquímica y Doctorado en Ciencias de la Ingeniería Mención Ingeniería Bioquímica.
La EIB ha sido pionera en Chile, y una de las primeras en el ámbito latinoamericano, en la formación de profesionales y en el cultivo de la disciplina de la ingeniería bioquímica. Luego de 50 años de su creación, la EIB contribuye a la formación de profesionales y postgraduados que aportan al desarrollo del país en los ámbitos de la producción de alimentos, energía, medio ambiente y salud.                  

## Historia
La ingeniería bioquímica nació con la incorporación de la catálisis biológica a los procesos industriales, a raíz de la necesidad, producida a comienzos de la década de 1940, de disponer masivamente de antibióticos, alimentos especiales, vitaminas y otros productos de origen biológico, siendo su finalidad el procesamiento de material biológico y el aprovechamiento de la actividad biológica en nuestro beneficio.
A mediados de la década de los sesenta, un grupo de académicos de la carrera de ingeniería química y del Centro de Investigaciones Científicas y Tecnológicas de la Universidad Católica de Valparaíso concibieron la creación de una carrera profesional de ingeniería en el campo de los bioprocesos. En octubre de 1969 el Senado Académico de la Universidad aprueba el proyecto de creación del Departamento de Ingeniería Bioquímica, destinado a la enseñanza, investigación y difusión de esa especialidad. Los académicos pioneros e impulsores de esta idea fueron los profesores Samuel Navarrete Cifuentes, Andrés Raffo Razeto y Fernando Acevedo Bonzi. A los pocos años después, en 1977 se tituló el primer ingeniero civil bioquímico.
En el ámbito de la especialización a nivel de postgrado, en 1981 el Consejo Superior de la Universidad aprueba el proyecto de creación del programa de Magíster en Ciencias de la Ingeniería con mención en Ingeniería Bioquímica. Luego, en 1996 también se da inicio a la carrera de Ingeniería de Ejecución en Bioprocesos, titulando a su primera regeneración de profesionales, cinco años después. En el año 2003, abre sus puertas el programa de Doctorado en Ciencias de la Ingeniería con mención en Ingeniería Bioquímica.
En 50 años, la EIB ha formado más de 1100 profesionales y más de 150 posgraduados, quienes se desempeñan en distintas regiones de Chile y el extranjero.  

## Programas Académicos
Pregrado

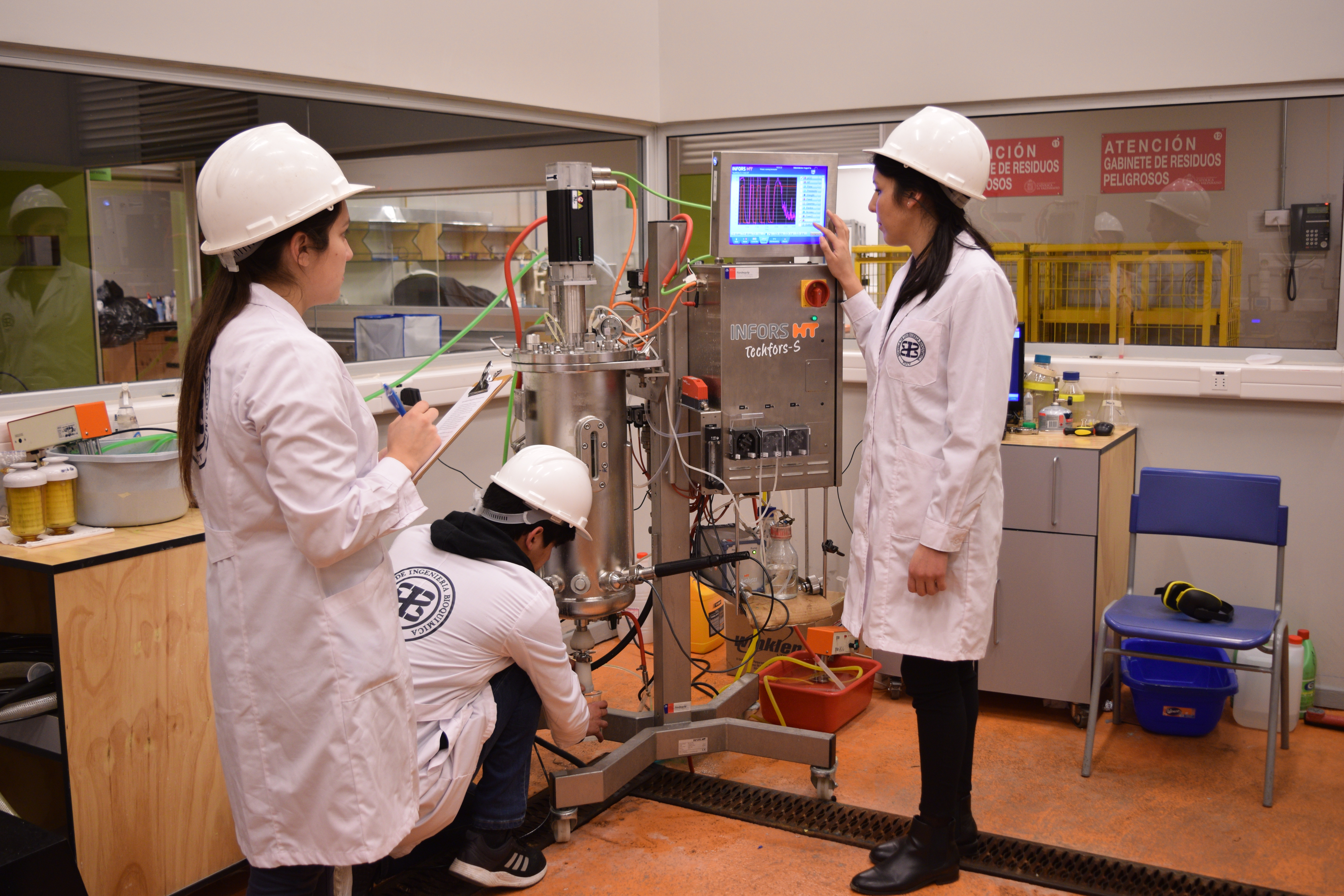
Estudiantes realizando escalamiento de cultivo bacteriano en la Planta Piloto de Bioprocesos.

- Ingeniería Civil Bioquímica, con título de Ingeniero Civil Bioquímico y Licenciatura en Ciencias de la Ingeniería.
- Ingeniería en Bioprocesos, con título de Ingeniero en Bioprocesos y Licenciatura en Ciencias de la Ingeniería en Bioprocesos.

### Posgrado
- Magíster en Ciencias de la Ingeniería Mención Ingeniería Bioquímica.
- Doctorado en Ciencias de la Ingeniería Mención Ingeniería Bioquímica.

## Curso Latinoamericano de Biotecnología
Desde el año 1980, la escuela de ingeniería organiza cada cuatro años el Curso Latinoamericano de Biotecnología (CLAB), iniciativa orientada a dar a conocer su quehacer en el ámbito de los cultivos celulares, la biocatálisis enzimática, la ingeniería metabólica, biotecnología ambiental y bioenergía; integrando últimamente temáticas sobre biología de sistemas y biorrefinería.
Este curso, dictado en modalidad teórico-práctica, ha convocado a más de 460 profesionales e investigadores, tanto nacionales como internacionales, estos últimos provenientes de una gran cantidad de países latinoamericanos, sumando ocasionalmente la presencia de participantes de España.

## Investigación
La investigación es considerada una actividad académica esencial en la Escuela de Ingeniería Bioquímica, y está destinada a dar respuesta a las necesidades del desarrollo tecnológico de nuestro país y a la integración con el sector productivo y de servicios. Estas pueden desarrollarse en biocatálisis, biotecnología ambiental, cultivos celulares y recuperación de biomoléculas. 

## Autoridades
- German Aroca, director de la escuela
- Lorena Wilson, secretaria académica
- Paola Poirrier, jefe de docencia
- Andrea Ruiz, jefe de carreras y jefe de unidad de asistencia técnica
- Álvaro Diaz-Barrera, director de programas de postgrado
- ÁlvaroTorres, jefe de investigación
- Cecilia Guerrero, jefe de vinculación con el medio